# Серадждикхан
Серадждикхан (бенг. সিরাজদিখান, англ. Sirajdikhan) — город в центральной части Бангладеш, административный центр одноимённого подокруга. Площадь города равна 0,95 км². По данным переписи 2001 года, в городе проживало 2851 человек, из которых мужчины составляли 53,84 %, женщины — соответственно 46,16 %. Уровень грамотности населения составлял 31,6 % (при среднем по Бангладеш показателе 43,1 %).